# Ogneanovo, Pazardjik
Ogneanovo (în bulgară Огняново) este un sat în comuna Pazardjik, regiunea Pazardjik,  Bulgaria. 

## Demografie
Componența etnică a satului Ogneanovo
     Nicio identificare (8,62%)
     Bulgari (81,89%)
     Romi (9,47%)
     Turci (0%)
La recensământul din 2011, populația satului Ogneanovo era de 2.353 locuitori. Din punct de vedere etnic, majoritatea locuitorilor (81,89%) erau bulgari, cu o minoritate de romi (9,47%). Pentru 8,62% din locuitori nu este cunoscută apartenența etnică.